# Stéphane Bonsergent

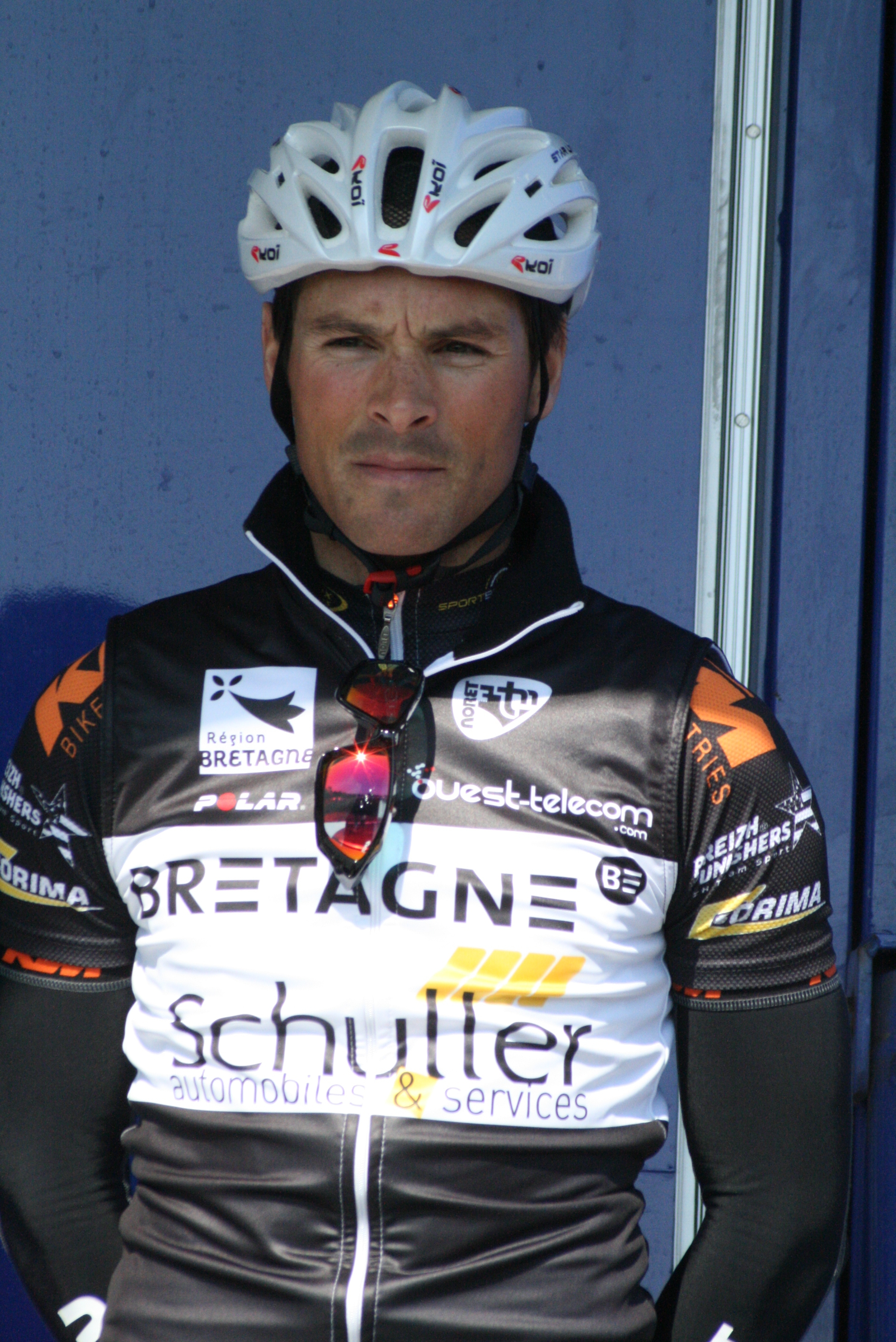
Stéphane Bonsergent bei den Vier Tagen von Dünkirchen 2011

Stéphane Bonsergent (* 3. September 1977 in Sainte-Gemmes-d’Andigné) ist ein ehemaliger französischer Radrennfahrer.
Stéphane Bonsergent konnte 2004 den Univest Grand Prix für sich entscheiden. In der Saison 2005 gewann er jeweils eine Etappe bei der Normandie-Rundfahrt, bei Ruban Granitier Breton und bei der Boucles de la Mayenne. Seit 2006 fährt er für das französische Continental Team Groupe Sportif Bretagne-Jean Floc’h. Bei der Tour du Faso konnte er im Herbst eine Etappe gewinnen.
Ende der Saison 2011 beendete Bonsergent seine Karriere als aktiver Berufsradfahrer.

## Erfolge
2004
- Univest Grand Prix

2005
- eine Etappe Normandie-Rundfahrt
- eine Etappe Ruban Granitier Breton
- eine Etappe Boucles de la Mayenne

2006
- eine Etappe Tour du Faso

2008
- eine Etappe La Tropicale Amissa Bongo Ondimba

## Teams
- 2006 Bretagne-Jean Floc’h
- 2007–2008 Bretagne-Armor Lux
- 2009–2011 Bretagne-Schuller